# Petit Casino (salle de théâtre parisienne créée en 1969)
Pour les articles homonymes, voir Petit Casino.
Le Petit Casino est un café-théâtre parisien, situé rue Chapon à Paris depuis 1969.